# Nicolas Pike (Naturforscher)
Nicolas Pike (* 26. Januar 1818 in Newburyport; † 11. April 1905) war ein US-amerikanischer Diplomat und Naturforscher.

## Werdegang
Nach Abschluss seiner Ausbildung zog Pike 1839 nach New York City. Später vertrat er die Vereinigten Staaten als Konsul in Porto. Während des Sezessionskriegs war er als Ausbilder in Long Island stationiert und stieg bis zum Oberstleutnant auf. Zwischen 1867 und 1873  war er als US-Konsul für Mauritius in Port Louis tätig.
Pike war naturwissenschaftlich interessiert und dokumentierte insbesondere verschiedene Tierarten. Während seiner Zeit auf Mauritius pflegte er einen engen Austausch mit dem britischer Kolonial-Administrator und Ornithologen Edward Newton. Dort lernte er auch seine spätere Ehefrau Maria Louisa Pike kennen. Gemeinsam klassifizierten sie insbesondere hunderte im Indischen Ozean vorkommende Fischarten, von denen er sowie vor allem auch seine Ehefrau die Zeichnungen anfertigte. Die Werke befinden sich insbesondere in den ausgestellten Sammlungen des Louis Agassiz Museum of Comparative Zoology, des American Museum of Natural History sowie des Mauritius Herbarium. Seine Frau und er waren Mitglieder des das Brooklyn Museum betreibenden Brooklyn Institutes of Arts and Sciences.
Die zur Gattung der Riffbarsche gehörende Pomacentrus-Art Pomacentrus pikei ist in seiner lateinischen Bezeichnung nach ihm benannt.
Pikes Onkel Nicholas Pike, nach dem er benannt wurde, war ein Mathematiker und veröffentlichte 1788 das ersten Rechenbuch, das US-amerikanische Maßeinheiten und Bezeichnungen verwendete.